# Список астероїдів (20901—21000)
| Назва                               | Тимчасове позначення | Дата відкриття    | Місце відкриття             | Відкривач                                              |
| ----------------------------------- | -------------------- | ----------------- | --------------------------- | ------------------------------------------------------ |
| 20901 Меттмюлер (Mattmuehler)       | 2000 XO6             | 1 грудня 2000     | Сокорро (Нью-Мексико)       | LINEAR                                                 |
| 20902 Кайлбейл (Kylebeighle)        | 2000 XY6             | 1 грудня 2000     | Сокорро (Нью-Мексико)       | LINEAR                                                 |
| (20903) 2000 XH9                    | 2000 XH9             | 1 грудня 2000     | Сокорро (Нью-Мексико)       | LINEAR                                                 |
| (20904) 2190 P-L                    | 2190 P-L             | 24 вересня 1960   | Паломарська обсерваторія    | К. Й. ван Гаутен, І. ван Гаутен-Ґроневельд, Т. Герельс |
| (20905) 2581 P-L                    | 2581 P-L             | 24 вересня 1960   | Паломарська обсерваторія    | К. Й. ван Гаутен, І. ван Гаутен-Ґроневельд, Т. Герельс |
| (20906) 2727 P-L                    | 2727 P-L             | 24 вересня 1960   | Паломарська обсерваторія    | К. Й. ван Гаутен, І. ван Гаутен-Ґроневельд, Т. Герельс |
| (20907) 2762 P-L                    | 2762 P-L             | 24 вересня 1960   | Паломарська обсерваторія    | К. Й. ван Гаутен, І. ван Гаутен-Ґроневельд, Т. Герельс |
| (20908) 2819 P-L                    | 2819 P-L             | 24 вересня 1960   | Паломарська обсерваторія    | К. Й. ван Гаутен, І. ван Гаутен-Ґроневельд, Т. Герельс |
| (20909) 4026 P-L                    | 4026 P-L             | 24 вересня 1960   | Паломарська обсерваторія    | К. Й. ван Гаутен, І. ван Гаутен-Ґроневельд, Т. Герельс |
| (20910) 4060 P-L                    | 4060 P-L             | 24 вересня 1960   | Паломарська обсерваторія    | К. Й. ван Гаутен, І. ван Гаутен-Ґроневельд, Т. Герельс |
| (20911) 4083 P-L                    | 4083 P-L             | 24 вересня 1960   | Паломарська обсерваторія    | К. Й. ван Гаутен, І. ван Гаутен-Ґроневельд, Т. Герельс |
| (20912) 4129 P-L                    | 4129 P-L             | 24 вересня 1960   | Паломарська обсерваторія    | К. Й. ван Гаутен, І. ван Гаутен-Ґроневельд, Т. Герельс |
| (20913) 4214 P-L                    | 4214 P-L             | 24 вересня 1960   | Паломарська обсерваторія    | К. Й. ван Гаутен, І. ван Гаутен-Ґроневельд, Т. Герельс |
| (20914) 4215 P-L                    | 4215 P-L             | 24 вересня 1960   | Паломарська обсерваторія    | К. Й. ван Гаутен, І. ван Гаутен-Ґроневельд, Т. Герельс |
| (20915) 4302 P-L                    | 4302 P-L             | 24 вересня 1960   | Паломарська обсерваторія    | К. Й. ван Гаутен, І. ван Гаутен-Ґроневельд, Т. Герельс |
| (20916) 4628 P-L                    | 4628 P-L             | 24 вересня 1960   | Паломарська обсерваторія    | К. Й. ван Гаутен, І. ван Гаутен-Ґроневельд, Т. Герельс |
| (20917) 5016 P-L                    | 5016 P-L             | 22 жовтня 1960    | Паломарська обсерваторія    | К. Й. ван Гаутен, І. ван Гаутен-Ґроневельд, Т. Герельс |
| (20918) 6539 P-L                    | 6539 P-L             | 24 вересня 1960   | Паломарська обсерваторія    | К. Й. ван Гаутен, І. ван Гаутен-Ґроневельд, Т. Герельс |
| (20919) 6606 P-L                    | 6606 P-L             | 24 вересня 1960   | Паломарська обсерваторія    | К. Й. ван Гаутен, І. ван Гаутен-Ґроневельд, Т. Герельс |
| (20920) 6653 P-L                    | 6653 P-L             | 24 вересня 1960   | Паломарська обсерваторія    | К. Й. ван Гаутен, І. ван Гаутен-Ґроневельд, Т. Герельс |
| (20921) 6680 P-L                    | 6680 P-L             | 24 вересня 1960   | Паломарська обсерваторія    | К. Й. ван Гаутен, І. ван Гаутен-Ґроневельд, Т. Герельс |
| (20922) 6769 P-L                    | 6769 P-L             | 24 вересня 1960   | Паломарська обсерваторія    | К. Й. ван Гаутен, І. ван Гаутен-Ґроневельд, Т. Герельс |
| (20923) 6846 P-L                    | 6846 P-L             | 24 вересня 1960   | Паломарська обсерваторія    | К. Й. ван Гаутен, І. ван Гаутен-Ґроневельд, Т. Герельс |
| (20924) 9526 P-L                    | 9526 P-L             | 17 жовтня 1960    | Паломарська обсерваторія    | К. Й. ван Гаутен, І. ван Гаутен-Ґроневельд, Т. Герельс |
| (20925) 9596 P-L                    | 9596 P-L             | 22 жовтня 1960    | Паломарська обсерваторія    | К. Й. ван Гаутен, І. ван Гаутен-Ґроневельд, Т. Герельс |
| (20926) 1101 T-1                    | 1101 T-1             | 25 березня 1971   | Паломарська обсерваторія    | К. Й. ван Гаутен, І. ван Гаутен-Ґроневельд, Т. Герельс |
| (20927) 1126 T-1                    | 1126 T-1             | 25 березня 1971   | Паломарська обсерваторія    | К. Й. ван Гаутен, І. ван Гаутен-Ґроневельд, Т. Герельс |
| (20928) 2024 T-1                    | 2024 T-1             | 25 березня 1971   | Паломарська обсерваторія    | К. Й. ван Гаутен, І. ван Гаутен-Ґроневельд, Т. Герельс |
| (20929) 2050 T-1                    | 2050 T-1             | 25 березня 1971   | Паломарська обсерваторія    | К. Й. ван Гаутен, І. ван Гаутен-Ґроневельд, Т. Герельс |
| (20930) 2130 T-1                    | 2130 T-1             | 25 березня 1971   | Паломарська обсерваторія    | К. Й. ван Гаутен, І. ван Гаутен-Ґроневельд, Т. Герельс |
| (20931) 2208 T-1                    | 2208 T-1             | 25 березня 1971   | Паломарська обсерваторія    | К. Й. ван Гаутен, І. ван Гаутен-Ґроневельд, Т. Герельс |
| (20932) 2258 T-1                    | 2258 T-1             | 25 березня 1971   | Паломарська обсерваторія    | К. Й. ван Гаутен, І. ван Гаутен-Ґроневельд, Т. Герельс |
| (20933) 3015 T-1                    | 3015 T-1             | 26 березня 1971   | Паломарська обсерваторія    | К. Й. ван Гаутен, І. ван Гаутен-Ґроневельд, Т. Герельс |
| (20934) 4194 T-1                    | 4194 T-1             | 26 березня 1971   | Паломарська обсерваторія    | К. Й. ван Гаутен, І. ван Гаутен-Ґроневельд, Т. Герельс |
| (20935) 4265 T-1                    | 4265 T-1             | 26 березня 1971   | Паломарська обсерваторія    | К. Й. ван Гаутен, І. ван Гаутен-Ґроневельд, Т. Герельс |
| 20936 Nemrut Dagi                   | 4835 T-1             | 13 травня 1971    | Паломарська обсерваторія    | К. Й. ван Гаутен, І. ван Гаутен-Ґроневельд, Т. Герельс |
| (20937) 1005 T-2                    | 1005 T-2             | 29 вересня 1973   | Паломарська обсерваторія    | К. Й. ван Гаутен, І. ван Гаутен-Ґроневельд, Т. Герельс |
| (20938) 1075 T-2                    | 1075 T-2             | 29 вересня 1973   | Паломарська обсерваторія    | К. Й. ван Гаутен, І. ван Гаутен-Ґроневельд, Т. Герельс |
| (20939) 1178 T-2                    | 1178 T-2             | 29 вересня 1973   | Паломарська обсерваторія    | К. Й. ван Гаутен, І. ван Гаутен-Ґроневельд, Т. Герельс |
| (20940) 1236 T-2                    | 1236 T-2             | 29 вересня 1973   | Паломарська обсерваторія    | К. Й. ван Гаутен, І. ван Гаутен-Ґроневельд, Т. Герельс |
| (20941) 1341 T-2                    | 1341 T-2             | 29 вересня 1973   | Паломарська обсерваторія    | К. Й. ван Гаутен, І. ван Гаутен-Ґроневельд, Т. Герельс |
| (20942) 2092 T-2                    | 2092 T-2             | 29 вересня 1973   | Паломарська обсерваторія    | К. Й. ван Гаутен, І. ван Гаутен-Ґроневельд, Т. Герельс |
| (20943) 2115 T-2                    | 2115 T-2             | 29 вересня 1973   | Паломарська обсерваторія    | К. Й. ван Гаутен, І. ван Гаутен-Ґроневельд, Т. Герельс |
| (20944) 2200 T-2                    | 2200 T-2             | 29 вересня 1973   | Паломарська обсерваторія    | К. Й. ван Гаутен, І. ван Гаутен-Ґроневельд, Т. Герельс |
| (20945) 2248 T-2                    | 2248 T-2             | 29 вересня 1973   | Паломарська обсерваторія    | К. Й. ван Гаутен, І. ван Гаутен-Ґроневельд, Т. Герельс |
| (20946) 2316 T-2                    | 2316 T-2             | 29 вересня 1973   | Паломарська обсерваторія    | К. Й. ван Гаутен, І. ван Гаутен-Ґроневельд, Т. Герельс |
| 20947 Polyneikes                    | 2638 T-2             | 29 вересня 1973   | Паломарська обсерваторія    | К. Й. ван Гаутен, І. ван Гаутен-Ґроневельд, Т. Герельс |
| (20948) 2754 T-2                    | 2754 T-2             | 30 вересня 1973   | Паломарська обсерваторія    | К. Й. ван Гаутен, І. ван Гаутен-Ґроневельд, Т. Герельс |
| (20949) 3024 T-2                    | 3024 T-2             | 30 вересня 1973   | Паломарська обсерваторія    | К. Й. ван Гаутен, І. ван Гаутен-Ґроневельд, Т. Герельс |
| (20950) 3305 T-2                    | 3305 T-2             | 30 вересня 1973   | Паломарська обсерваторія    | К. Й. ван Гаутен, І. ван Гаутен-Ґроневельд, Т. Герельс |
| (20951) 4261 T-2                    | 4261 T-2             | 29 вересня 1973   | Паломарська обсерваторія    | К. Й. ван Гаутен, І. ван Гаутен-Ґроневельд, Т. Герельс |
| 20952 Tydeus                        | 5151 T-2             | 25 вересня 1973   | Паломарська обсерваторія    | К. Й. ван Гаутен, І. ван Гаутен-Ґроневельд, Т. Герельс |
| (20953) 1068 T-3                    | 1068 T-3             | 17 жовтня 1977    | Паломарська обсерваторія    | К. Й. ван Гаутен, І. ван Гаутен-Ґроневельд, Т. Герельс |
| (20954) 1158 T-3                    | 1158 T-3             | 17 жовтня 1977    | Паломарська обсерваторія    | К. Й. ван Гаутен, І. ван Гаутен-Ґроневельд, Т. Герельс |
| (20955) 2387 T-3                    | 2387 T-3             | 16 жовтня 1977    | Паломарська обсерваторія    | К. Й. ван Гаутен, І. ван Гаутен-Ґроневельд, Т. Герельс |
| (20956) 3510 T-3                    | 3510 T-3             | 16 жовтня 1977    | Паломарська обсерваторія    | К. Й. ван Гаутен, І. ван Гаутен-Ґроневельд, Т. Герельс |
| (20957) 4430 T-3                    | 4430 T-3             | 11 жовтня 1977    | Паломарська обсерваторія    | К. Й. ван Гаутен, І. ван Гаутен-Ґроневельд, Т. Герельс |
| (20958) A900 MA                     | A900 MA              | 29 червня 1900    | Обсерваторія Лік            | Джеймс Едвард Кілер                                    |
| (20959) 1936 UG                     | 1936 UG              | 21 жовтня 1936    | Обсерваторія Ніцци          | Марґеріт Ложьє                                         |
| (20960) 1971 UR                     | 1971 UR              | 26 жовтня 1971    | Гамбурзька обсерваторія     | Любош Когоутек                                         |
| 20961 Arkesilaos                    | 1973 SS1             | 19 вересня 1973   | Паломарська обсерваторія    | К. Й. ван Гаутен, І. ван Гаутен-Ґроневельд, Т. Герельс |
| (20962) 1977 EW7                    | 1977 EW7             | 12 березня 1977   | Обсерваторія Кісо           | Хірокі Косаї, Кіїтіро Фурукава                         |
| 20963 Писаренко (Pisarenko)         | 1977 QN1             | 19 серпня 1977    | КрАО                        | Черних Микола Степанович                               |
| 20964 Монс Наклеті (Mons Naklethi)  | 1977 UA              | 16 жовтня 1977    | Обсерваторія Клеть          | Антонін Мркос                                          |
| 20965 Кутафін (Kutafin)             | 1978 SJ7             | 26 вересня 1978   | КрАО                        | Журавльова Людмила Василівна                           |
| (20966) 1978 VH5                    | 1978 VH5             | 7 листопада 1978  | Паломарська обсерваторія    | Е. Гелін, Ш. Дж. Бас                                   |
| (20967) 1978 VF6                    | 1978 VF6             | 7 листопада 1978  | Паломарська обсерваторія    | Е. Гелін, Ш. Дж. Бас                                   |
| (20968) 1978 VM8                    | 1978 VM8             | 7 листопада 1978  | Паломарська обсерваторія    | Е. Гелін, Ш. Дж. Бас                                   |
| 20969 Само (Samo)                   | 1979 SH              | 17 вересня 1979   | Обсерваторія Клеть          | Антонін Мркос                                          |
| (20970) 1981 DD1                    | 1981 DD1             | 28 лютого 1981    | Обсерваторія Сайдинг-Спрінг | Ш. Дж. Бас                                             |
| (20971) 1981 DR1                    | 1981 DR1             | 28 лютого 1981    | Обсерваторія Сайдинг-Спрінг | Ш. Дж. Бас                                             |
| (20972) 1981 DX2                    | 1981 DX2             | 28 лютого 1981    | Обсерваторія Сайдинг-Спрінг | Ш. Дж. Бас                                             |
| (20973) 1981 EL2                    | 1981 EL2             | 2 березня 1981    | Обсерваторія Сайдинг-Спрінг | Ш. Дж. Бас                                             |
| (20974) 1981 EO2                    | 1981 EO2             | 2 березня 1981    | Обсерваторія Сайдинг-Спрінг | Ш. Дж. Бас                                             |
| (20975) 1981 ER4                    | 1981 ER4             | 2 березня 1981    | Обсерваторія Сайдинг-Спрінг | Ш. Дж. Бас                                             |
| (20976) 1981 EA6                    | 1981 EA6             | 7 березня 1981    | Обсерваторія Сайдинг-Спрінг | Ш. Дж. Бас                                             |
| (20977) 1981 EN7                    | 1981 EN7             | 1 березня 1981    | Обсерваторія Сайдинг-Спрінг | Ш. Дж. Бас                                             |
| (20978) 1981 EW10                   | 1981 EW10            | 1 березня 1981    | Обсерваторія Сайдинг-Спрінг | Ш. Дж. Бас                                             |
| (20979) 1981 EO13                   | 1981 EO13            | 1 березня 1981    | Обсерваторія Сайдинг-Спрінг | Ш. Дж. Бас                                             |
| (20980) 1981 ED16                   | 1981 ED16            | 1 березня 1981    | Обсерваторія Сайдинг-Спрінг | Ш. Дж. Бас                                             |
| (20981) 1981 EZ16                   | 1981 EZ16            | 6 березня 1981    | Обсерваторія Сайдинг-Спрінг | Ш. Дж. Бас                                             |
| (20982) 1981 EL17                   | 1981 EL17            | 1 березня 1981    | Обсерваторія Сайдинг-Спрінг | Ш. Дж. Бас                                             |
| (20983) 1981 EN20                   | 1981 EN20            | 2 березня 1981    | Обсерваторія Сайдинг-Спрінг | Ш. Дж. Бас                                             |
| (20984) 1981 EH33                   | 1981 EH33            | 1 березня 1981    | Обсерваторія Сайдинг-Спрінг | Ш. Дж. Бас                                             |
| (20985) 1981 EA35                   | 1981 EA35            | 2 березня 1981    | Обсерваторія Сайдинг-Спрінг | Ш. Дж. Бас                                             |
| (20986) 1981 EL37                   | 1981 EL37            | 1 березня 1981    | Обсерваторія Сайдинг-Спрінг | Ш. Дж. Бас                                             |
| (20987) 1981 EU38                   | 1981 EU38            | 1 березня 1981    | Обсерваторія Сайдинг-Спрінг | Ш. Дж. Бас                                             |
| (20988) 1981 EC43                   | 1981 EC43            | 2 березня 1981    | Обсерваторія Сайдинг-Спрінг | Ш. Дж. Бас                                             |
| (20989) 1981 EZ45                   | 1981 EZ45            | 2 березня 1981    | Обсерваторія Сайдинг-Спрінг | Ш. Дж. Бас                                             |
| (20990) 1983 RL3                    | 1983 RL3             | 1 вересня 1983    | Обсерваторія Ла-Сілья       | Анрі Дебеонь                                           |
| 20991 Янколлар (Jankollar)          | 1984 WX1             | 28 листопада 1984 | Обсерваторія Піскештето     | Мілан Антал                                            |
| (20992) 1985 RV2                    | 1985 RV2             | 5 вересня 1985    | Обсерваторія Ла-Сілья       | Анрі Дебеонь                                           |
| (20993) 1985 RX2                    | 1985 RX2             | 5 вересня 1985    | Обсерваторія Ла-Сілья       | Анрі Дебеонь                                           |
| (20994) 1985 TS                     | 1985 TS              | 15 жовтня 1985    | Станція Андерсон-Меса       | Едвард Бовелл                                          |
| (20995) 1985 VY                     | 1985 VY              | 1 листопада 1985  | Обсерваторія Ла-Сілья       | Річард Вест                                            |
| (20996) 1986 PB                     | 1986 PB              | 4 серпня 1986     | Паломарська обсерваторія    | Е. Гелін                                               |
| (20997) 1986 PL1                    | 1986 PL1             | 1 серпня 1986     | Паломарська обсерваторія    | Е. Гелін                                               |
| (20998) 1986 QF1                    | 1986 QF1             | 26 серпня 1986    | Обсерваторія Ла-Сілья       | Анрі Дебеонь                                           |
| (20999) 1987 BF                     | 1987 BF              | 28 січня 1987     | Обсерваторія Одзіма         | Тсунео Ніїдзіма, Такеші Урата                          |
| 21000 Енциклопедія (L'Encyclopedie) | 1987 BY1             | 26 січня 1987     | Обсерваторія Ла-Сілья       | Ерік Вальтер Ельст                                     |

| ← Астероїди 20001—30000 → |             |             |             |             |             |             |             |             |             |
| 20001—20100               | 21001—21100 | 22001—22100 | 23001—23100 | 24001—24100 | 25001—25100 | 26001—26100 | 27001—27100 | 28001—28100 | 29001—29100 |
| 20101—20200               | 21101—21200 | 22101—22200 | 23101—23200 | 24101—24200 | 25101—25200 | 26101—26200 | 27101—27200 | 28101—28200 | 29101—29200 |
| 20201—20300               | 21201—21300 | 22201—22300 | 23201—23300 | 24201—24300 | 25201—25300 | 26201—26300 | 27201—27300 | 28201—28300 | 29201—29300 |
| 20301—20400               | 21301—21400 | 22301—22400 | 23301—23400 | 24301—24400 | 25301—25400 | 26301—26400 | 27301—27400 | 28301—28400 | 29301—29400 |
| 20401—20500               | 21401—21500 | 22401—22500 | 23401—23500 | 24401—24500 | 25401—25500 | 26401—26500 | 27401—27500 | 28401—28500 | 29401—29500 |
| 20501—20600               | 21501—21600 | 22501—22600 | 23501—23600 | 24501—24600 | 25501—25600 | 26501—26600 | 27501—27600 | 28501—28600 | 29501—29600 |
| 20601—20700               | 21601—21700 | 22601—22700 | 23601—23700 | 24601—24700 | 25601—25700 | 26601—26700 | 27601—27700 | 28601—28700 | 29601—29700 |
| 20701—20800               | 21701—21800 | 22701—22800 | 23701—23800 | 24701—24800 | 25701—25800 | 26701—26800 | 27701—27800 | 28701—28800 | 29701—29800 |
| 20801—20900               | 21801—21900 | 22801—22900 | 23801—23900 | 24801—24900 | 25801—25900 | 26801—26900 | 27801—27900 | 28801—28900 | 29801—29900 |
| 20901—21000               | 21901—22000 | 22901—23000 | 23901—24000 | 24901—25000 | 25901—26000 | 26901—27000 | 27901—28000 | 28901—29000 | 29901—30000 |